# Nodozana jucunda
Nodozana jucunda là một loài bướm đêm thuộc phân họ Arctiinae, họ Erebidae.